# Hidden Lake Waterfall
Der Hidden Lake Waterfall ist ein Wasserfall im Fiordland-Nationalpark auf der Südinsel Neuseelands. Er stürzt unterhalb des Gipfels des 1869 m hohen Mount Fisher 50 Meter tief in den kleinen Hidden Lake im Tal des Clinton River.
Die zweite Tagesetappe des Milford Track zwischen der Clinton Hut und der Mintaro Hut führt über den kurzen Stichweg zum Hidden Lake am Wasserfall vorbei.